# Erik Thungström
Erik Gustav Thungström, född 11 juli 1908 i Åmål, död där 11 april 1996, var en svensk elmontör och målare.
Han var son till lokföraren Axel Georg Thungström och hans hustru Elvira Dorothea och från 1936 gift med Elna Augustsson. Han studerade målning och teckning för Jerker Helander och Acke Holm vid Åmåls konstklubbs kursverksamhet och genom självstudier under resor till bland annat Italien och Tyskland. Tillsammans med Olle Rimo och Göte Sjöstedt ställde han ut på Åmål konsthall 1964 och han medverkade i ett flertal samlingsutställningar arrangerade av Åmåls konstklubb.